# 低燃費競技

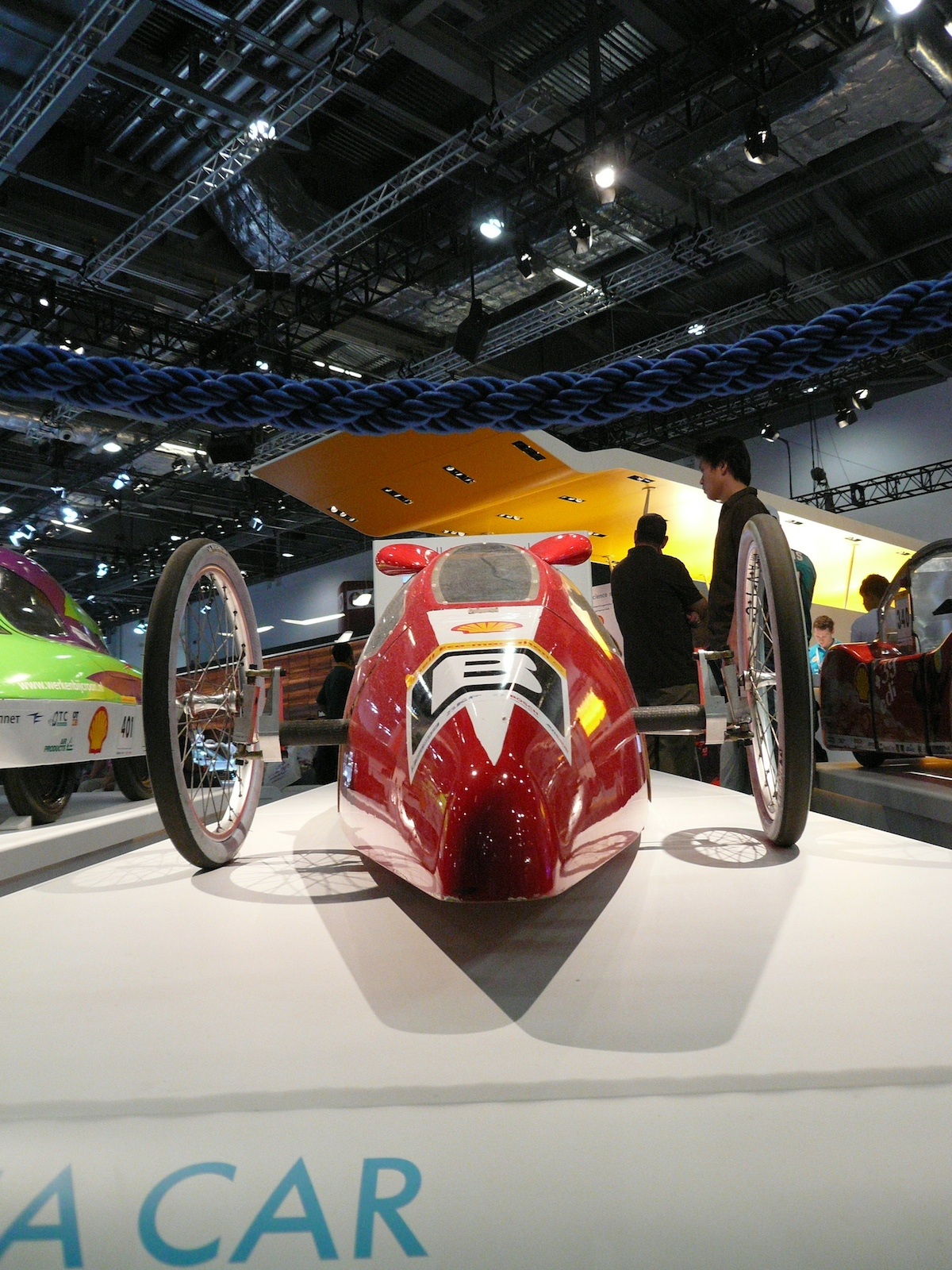
シェル エコマラソンの競技車両

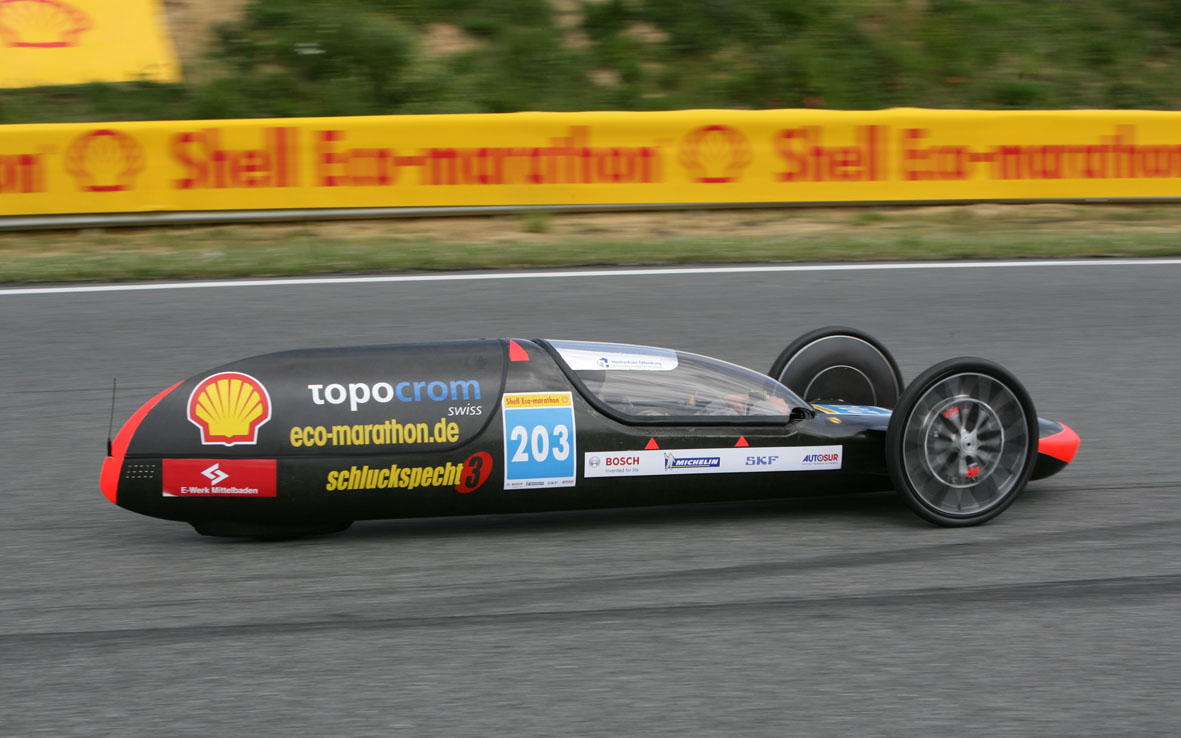
HochschuleOffenburg-Schluckspecht

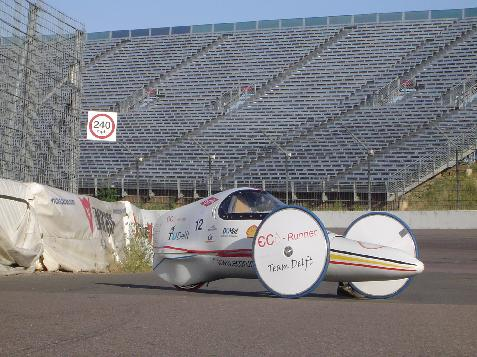
Ecorunner1

低燃費競技の記事では、世界各地で開催されている、ヴィークルの燃費を競う競技会等について述べる。1980年代まではもっぱら石油を燃料とした熱機関を原動機とするヴィークルで競われていたが、1990年代に始まったワールド・エコノ・ムーブのようにそれ以外のエネルギー源と動力方式によるものも増えている。

## 概要
オイルショックを契機として石油の消費に関する関心が高まり、各国でこの種の競技が開催されるようになった。ライトチューン程度の市販車によって競われることもあるが、著名な大会では、燃料を有効利用するために、空気抵抗を低減するカウリング、転がり抵抗を減らすための細く高圧なタイヤ、質量を減らすための複合材の使用、など、レギュレーションやチームの総合力にもよるが工夫が凝らされた車輛と、コース毎の適切な加速ポイントの把握と可能な限りブレーキを使用しない、運動エネルギーを無駄にしない操縦との総合により、リッターあたり数百kmを超えるような高燃費走行がおこなわれる。一般的なモータースポーツと比較し参入がしやすいという側面もあり、工業高校や高等専門学校、大学の工学部等の学生といったチームも多く、またいわゆるワークス的チームでない愛好家の参戦もある。レギュレーションは概ね統一されているものの、細部においては大会によって異なる場合がある。

## 主な大会
- Honda エコ マイレッジ チャレンジ - 1981年から開催される。エンジンは規定によりホンダ製のスーパーカブ用の4ストローク50ccエンジンを改造するため、低燃費競技用としてボア、ストローク、構造を最適化する選択肢が限られる。
- エコカーカップ - 年2回、富士スピードウェイで開催される。トヨタ自動車が協賛であるが、マシンはどのメーカーのものでも良く、燃料や車格、動力源、ルールによってクラス分けが細かくされている。
- プリウスカップ - トヨタ・プリウスで、ガソリン1Lどれだけの距離を走れるかを競うディーラー対抗戦。
- シェル エコマラソン - 世界各地で開催される。日本国内では2000年まで開催された。エンジンの制約が少ない。
- Econo Power in GIFU - 岐阜県瑞浪市釜戸町のフェスティカサーキット瑞浪で開催される。
- Supermileage Car Contest Hiroshima - 毎年8月に広島県運転免許センター内の高速体験コースで開催される。

## その他
- 6ストローク機関 - リッターあたり3000kmを超える記録を出したエンジン。通常の4ストロークの後に2ストロークの掃気行程を追加したもの。

## 注
1. ↑  観点にもよるが、ソーラーカーレースなどもこの競技の一種とも言える。